# 芬布里奇 (加利福尼亞州)
芬布里奇（英語：Fernbridge）是位於美國加利福尼亞州洪堡縣的一個非建制地區。該地的面積和人口皆未知。

## 地理
芬布里奇的座標為40°36′35″N 124°12′02″W / 40.60972°N 124.20056°W，而該地的平均海拔高度為12米（即39英尺）。